# Brunner Wiesn
Die Brunner Wiesn ist mit 85.000 bis 150.000 Besuchern jährlich das größte Oktoberfest Niederösterreichs. Er findet jedes Jahr Mitte September am Areal des Business Park Campus21 in der niederösterrechischen Gemeinde Brunn am Gebirge statt.

## Geschichte
Die Brunner Wiesn wurde erstmals im Jahr 2010 veranstaltet. Initiiert wurde das Fest von der Weitblick Event & Media GmbH, mit dem Ziel, eine lokale Alternative zum Münchner Oktoberfest zu schaffen und die regionale Festkultur zu stärken. 

## Veranstaltungsort
Das Festgelände befindet sich in Brunn am Gebirge und bietet Platz für mehrere tausend Gäste. Im Zentrum steht ein großes Festzelt, das traditionell geschmückt ist und Livemusik, Tanz und gastronomische Spezialitäten bietet. Zusätzlich gibt es einen Vergnügungspark mit Fahrgeschäften, Marktständen und Bereichen für Kinder und Familien.

## Programm
Das Programm der Brunner Wiesn umfasst:
- Live-Musik: Auftritte nationaler und internationaler Künstler (Dieter Bohlen, NoAngels, NENA, The BossHoss, Pietro Lombardi )
- Kulinarik: Österreichische und bayerische Spezialitäten wie Brathendl, Schweinsbraten, Brezn und Bier aus regionalen Brauereien